# Justin Gloden
Justin Gloden (* 22. März 1953 in Luxemburg) ist ein ehemaliger luxemburgischer Fußballspieler, Mittelstrecken- und Langstreckenläufer.
Glodens Heimatverein war Spora Luxemburg. Am 12. November 1975 stand er beim Freundschaftsspiel der luxemburgischen Fußballnationalmannschaft gegen die deutsche Fußballnationalmannschaft der Amateure (0:1) in der Startelf. Es blieb sein einziges Länderspiel.  
Als Leichtathlet lief er den Marathon unter anderem bei den Leichtathletik-Weltmeisterschaften 1987 in Rom (2:30:08 h, Platz 38.) und den Olympischen Sommerspielen 1988 in Seoul (2:22:14 h, Platz 36.).
1980 wurde er zum luxemburgischen Sportler des Jahres gewählt.

## Persönliche Bestzeiten
- 800 m: 1:49,00 min, 29. August 1978, Prag
- 1500 m: 3:39,92 min, 10. August 1980, Köln
- 5000 m: 13:38,51 min, 3. Juni 1983, Louvain-la-Neuve
- 10.000 m: 28:46,4 min, 15. Juni 1984, Louvain
- Halbmarathon: 1:04:05 h, 23. Juni 1984, Trier
- Marathon: 2:14:03 h, 19. Mai 1985, Frankfurt am Main